# مرشح ضوئي

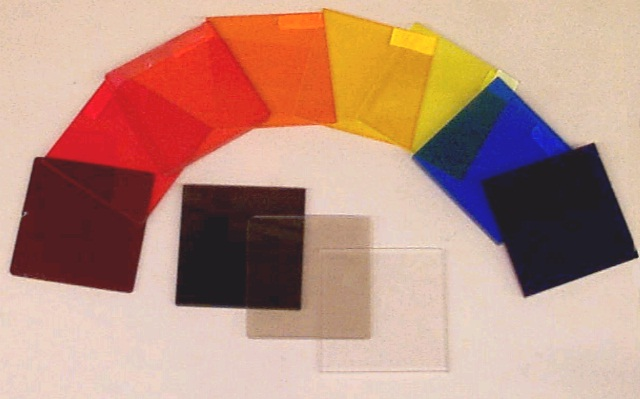
Coloured and Neutral Density filters

المرشح الضوئي في الفيزياء والفلك يوجد نوعان من المرشحات الضوئية: ابسطها هي التي تمتص أشعة كهرومغناطيسية ، والنوع الثاني يعمل بطريقة التداخل dichroic filters وقد تكون معقدة جدا.
المرشح الضوئي يسمح بمرور الضوء الذي له طول موجة معينة ، مثل الأحمر أو الأخضر ويحجز ألوان الأخرى ز وتستخدم في التصوير وفي بعض الأجهزة الضوئية وللإضاءة.
كما تستخدم في الرصد الفلكي لحجب ضوء الشمس أو حج ضوء نجم يكون ضيبؤه اشد كثيرا من تالق نجم آخر تحت الدراسة .  حتى أن رؤية كوكب مثل عطارد قد يضطر لاستخدام مرشح ضوئي عند رصده من مناطق شمالية قصوى مثل من فنلندا والسويد والنرويج أو ألاسكا حيث تكون السماء لامعة .

## مرشح حاجزي

نفاذية الياقوت للضوء im optischen Bereich جميع اطوال الموجات أطول من 600 نانومتر يسمح تمريرها.

يتميز المرشح الحاجزي بمنطقتين من الطيف يسمح لإحداها بالمرور وتحجز الأخرى. ونظرا لأننا عندما نتكلم عن الضوء نتكلم عن طول الموجة أكثر من كلامنا عن التردد فكذلك تسمى المرشحات بالعتماد على طول الموجة التي تسمح بمرورها. ويوجد نوعان من المرشحات البسيطة ، نوع يمرر الضوء ذو الموجة الطويلة ويسمى مرشح طويل الموجة cut-off ، ونوع آخر يمرر الضوء ذو موجات قصيرة يسمى مرشح الموجة القصيرة cut-in Filter . وتميز كل مرشح طول موجة معينة يحدث عندها تمرير الضوء أو امتصاصه.

## مرشح استقطابي
يتكون مرشح الضوء الاستقطابي من شرائح غير متجانسة أو يكون سطحها مغطاة بطبقة رقيقة من مادة عازله كهربائيا Dielektricum وعاكسة للضوء . تستخدم في التصوير للتحكم في انعكاسات الضوء .

رسم يوضح عمل المرشح الاستقطابي. هنا ينتشر الضوء من اليسار إلى اليمين.

## اقرأ أيضا
- ضغط إشعاع
- موجة كهرومغناطيسية
- طيف
- طيف امتصاص
- طيف انبعاث
- مجموعة خطوط بالمر
- مجموعة خطوط لايمان
- طاحونة ضوئية
- مطيافية
- مطيافية الأشعة تحت الحمراء
- مطياف الإلكترونات
- مطيافية الكتلة